# Abu Jafar Mohammad Bin Uthman
Abu Jafar Mohammad Bin Uthman Bin Saeed (arabe : ابو جعفر، محمد بن عثمان بن سعید ) est le second député de l'imam Mahdi alors que ce dernier était dans la petite occultation. Muhammad ibn‘Uthman succéda à son père ‘Uthman ibn Sa‘id en tant que représentant, après le décès de ce dernier en 260 de l’Hégire (874 après J.-C.).

## Députation
Cheikh Al-Toussi, parlant de ces représentants de l’Imam caché fait l’observation suivante: « Ils jouissent de la plus haute estime aux yeux du Maître de l’Époque ». D’après Mamqani, l’importance du rang de Muhammad ibn ‘Uthman est une évidence pour les Chiites. Ils s’accordent à dire, qu’à l’époque de son père, il était le délégué de l’Imam Hasan al-Askari et qu’il est devenu ensuite le délégué du douzième Imam. ‘Uthmanibn Sa‘id a, en fait, explicitement désigné Muhammad ibn‘Uthman comme son successeur et comme représentant de l’Imam caché. Ya‘qub ibn Ishaq, un éminent disciple des Imams à Samarra, raconte: « J’ai écrit une lettre à l’Imam de l’Époque, dans laquelle je posais quelques questions concernant des problèmes religieux, et que j’ai transmise par l’intermédiaire de Muhammad ibn‘Uthman. La réponse est venue avec l’écriture même de l’Imam. En plus des réponses à mes questions, il y avait la mention : “Muhammadibn‘Ut hman est digne de confiance. Ses lettres sont les miennes”.»

## Décès
Cheikh Al-Toussi donne les détails des derniers instants de vie du deuxième Nâïb : « Durant la dernière maladie de Mohammad ibn ‘Ousmân, les leaders des chiites se ressemblèrent autour de lui... Ils lui demandèrent : "Si quelque chose vous arrivait, qui vous succèdera ?"
Il leur dit : "Celui-ci Houssain ibn Rouh Nawbakhti ! Il sera chargé de ma fonction et sera le Safir [l’Ambassadeur] entre vous et le Sâhib alAmr (l’Imam), parce qu’il est son agent et il est honnête et digne de confiance. Aussi, consultez-le dans vos affaires et dépendez-vous de lui en cas de besoin, parce que j’ai été ordonné d’annoncer cette proclamation!" » 
D’après l’éminent chiite Mohammad ibn ‘Ali al-Qoummi, Mohammad ibn ‘Ousmân avait déjà préparé son lieu d’enterrement de son vivant même. Lorsque Mohammad ibn ‘Ali lui en demanda la raison, le deuxième Nâïb lui dit : « J’ai été ordonné par l’Imam de prendre soin de mes affaires à l’avance !» Deux mois plus tard, Mohammad décéda ! C’était en l’an 917  La tombe de Mohammad ibn ‘Ousmân se trouve donc à Baghdâd, dans la partie Est de la ville, près d’une mosquée connue sous le nom de « Khoullâni».